# Cerneatîn, Kalînivka
Cerneatîn (în ucraineană Чернятин) este o comună în raionul Kalînivka, regiunea Vinnița, Ucraina, formată numai din satul de reședință.

## Demografie
Componența lingvistică a satului Cerneatîn
     Ucraineană (99,32%)
     Alte limbi (0,68%)
Conform recensământului din 2001, majoritatea populației satului Cerneatîn era vorbitoare de ucraineană (99,32%), existând în minoritate și vorbitori de alte limbi.